# Johan L. Hirsch
Johan Leuthäuser Hirsch, född den 31 december 1843 i Ringsaker, död den 26 februari 1923 i Lillehammer, var en norsk agronom. 
Hirsch var efter studier vid lantbruksskola och Ås lantbruksinstitut gårdsförvaltare vid Nordre Bergenhus lantbruksskola 1866–69 och arbetade därefter som lantmätare till 1871. Han förestod sedan lantbruksskolan på Jønsberg i Hedemarkens amt (som efterträdare till Fabian Gustaf Norström), var 1895–1904 direktör för Ås högre lantbruksskola (från 1898 lantbrukshögskola), 1905–08 föreståndare för Hove lantbruksskola i Kristians amt och från 1908 ledamot av statens "dömande högfjällskommission", sedan under några år jordbrukare i Värmland, men återflyttade en tid före sin död till Norge. 
Hirsch intog en mycket bemärkt ställning bland de ledande männen på jordbrukets område i sitt hemland och förfäktade med stark stridslust sina meningar. En sådan var, att lantbruksundervisningen borde utvidgas och ordnas med amtslantbruksskolorna som grund för högre, vetenskaplig undervisning vid en lantbrukshögskola, vilket önskemål 1898 förverkligades efter förslag av en kommitté med honom som ordförande. En annan var, att förbättringen av landets kreatur borde ske genom renavel av de inhemska lokala raserna, en uppfattning, som blivit ledande grundsats vid den norska kreatursaveln. Han var en föregångsman på detta område, i det att han utbildade en framstående besättning av österdalsboskap.